# Bonnet Carré Spillway

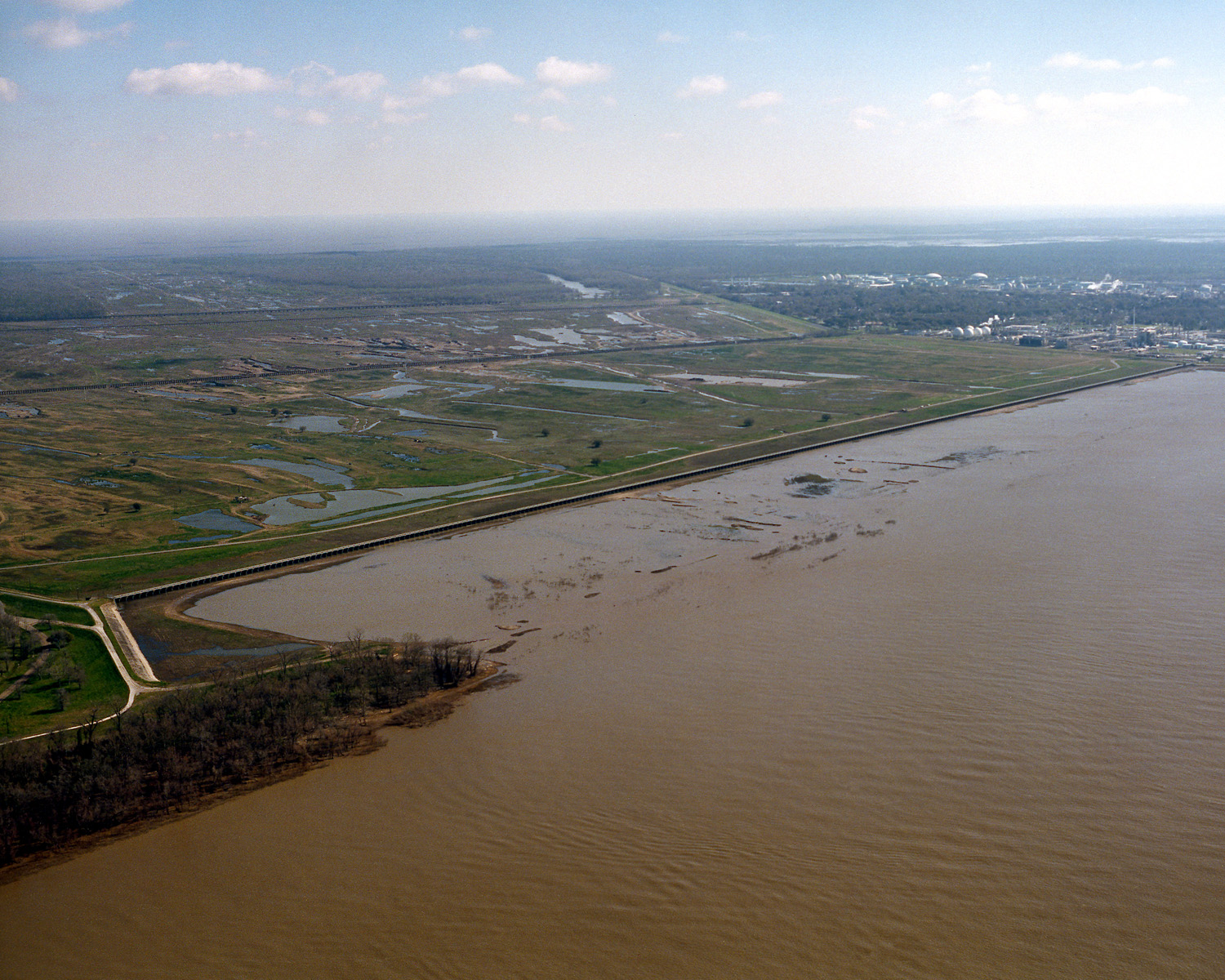
Bonnet Carré Spillway aus Südwesten, im Hintergrund der Lake Pontchartrain

Der Bonnet Carré Spillway ist ein Wasserbauwerk zum Hochwasserschutz am Unterlauf des Mississippi. Das Bauwerk liegt im St. Charles Parish im US-Bundesstaat Louisiana, rund 19 km westlich von New Orleans. Die 1931 fertiggestellte Anlage ermöglicht es, Hochwasser aus dem Mississippi in den Lake Pontchartrain und schließlich in den Golf von Mexiko abzuleiten.

## Geschichte
In der Siedlungsgeschichte der sumpfigen Region am Unterlauf des Mississippi kämpften die Bewohner immer wieder mit verheerenden Hochwassern. Bei der Mississippiflut 1927 wurde eine Fläche von 70.000 km² überschwemmt. Daraufhin wurde 1928 ein Flood Control Act verabschiedet, der dem Army Corps of Engineers (USACE) Handhabe gab, Hochwasserschutzbauwerke zu errichten, um eine ähnliche Katastrophe künftig zu verhindern. Als Teil der Hochwasservorsorge am unteren Mississippi Valley wurde der Bonnet Carré Spillway 1931 fertig gestellt. Es war Teil des größeren Hochwasserschutzplans für den gesamten Einzugsgebiet des Mississippi River, des Mississippi River and Tributaries Project.
Die Fluttore wurden bislang 14 mal geöffnet: 1937, 1945, 1950, 1973, 1975, 1979, 1983, 1997, 2008, 2011, 2016, 2018 und (zweimal) 2019. Bei der Mississippiflut 2011 öffnete das USACE am 9. Mai 2011 den Bonnet Carré Spillway als Entlastungskanal, um eine weitere Überflutung von New Orleans zu verhindern. Zunächst wurden nur 28 Tore, dann 44 und schließlich 330 bis zum 18. Mai geöffnet.

## Konstruktion des Wehrs
Das entlang des Mississippi angelegte, 7700 Fuß (etwa 1,5 Meilen = 2,4 km) lange Wehr besitzt eine Reihe von 350 Fluttoren. Jedes Tor wird mit je rund 20 Holzbohlen („Nadeln“) vertikal geschlossen. Insgesamt verfügt das Bauwerk über 7000 solcher Bohlen, die mit Kränen herausgezogen werden können, für die auf dem Bauwerk Schienen verlegt sind.